# 李鳳翔 (海軍)
李鳳翔（1970年—），中華民國海軍中將，現任中將後勤次長（聯四次長），曾任作戰計畫次長室少將助理次長，曾任國防部訓次室聯合演訓少將中心主任、海軍司令部戰訓處少將處長，海軍124少將艦隊長，海軍司令辦公室上校參謀主任、基隆軍艦上校艦長、武昌軍艦上校艦長、海軍官校學生上校總隊長、海軍司令辦公室上校參謀主任、海軍司令部計畫處上校副處長。畢業於海軍官校正81年班、國防大學海軍指參學院、國防大學戰爭學院。